# Guanto d'arme

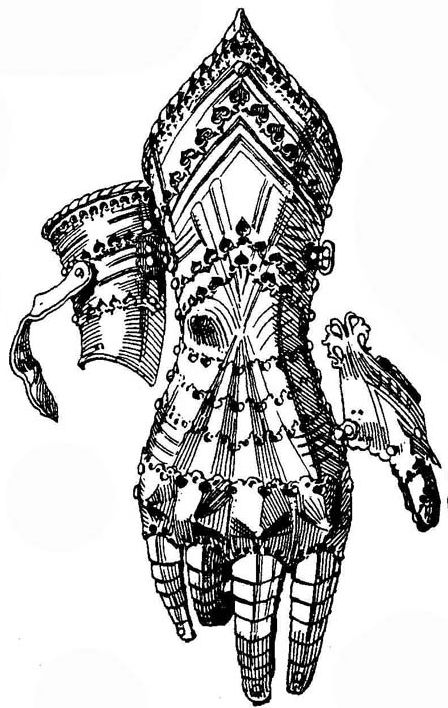
Guanto d'arme "gotico" - diagramma d'apertura - ill. di Wendelin Boeheim (1890).

Il guanto d'arme (Kampfhandschuh in lingua tedesca, Gauntlet in lingua inglese) è un guanto rinforzato o composto da sezioni metalliche utilizzato per proteggere la mano, il polso e, negli esemplari di maggiori dimensioni, l'avambraccio del portatore. In Europa, venne sviluppato a partire dal XIII secolo, evolvendo nel guanto d'arme a piastre di metallo articolate sia nella variante a "dita unite" (mittene) sia nella variante a "dita libere" poi (XVI secolo) passata in uso alle forze di cavalleria pesante armate di pistola a ruota (raitri, corazzieri, ecc.). In Giappone il guanto d'arme restò invece sempre al gradino evolutivo della "cotta mista", con componenti a lamina metallica sovrapposti direttamente su una sottile maglia di ferro.

## Storia
Il guanto d'arme fu un'invenzione precipua del periodo medievale.

Si tratta infatti di una tipologia di arma bianca da difesa completamente assente dalle panoplie dell'Antichità. A quel tempo, infatti, i manufatti in cuoio e metallo destinati alla copertura della mano, del polso e dell'avambraccio avevano in primis un campo d'applicazione sportivo e non bellico e, secondariamente, una vocazione più offensiva che difensiva: il caestus, antenato dei Guanti da boxe, tanto quanto il myrmex e gli sphairai erano infatti guantoni orlati di metallo destinati a ferire il pugile avversario.

### Precisazione etimologica
In lingua inglese, il vocabolo indicante il guanto d'arme, gauntlet, vale anche ad indicare il guanto utilizzato in falconeria per proteggere il braccio del falconiere dagli artigli del rapace.

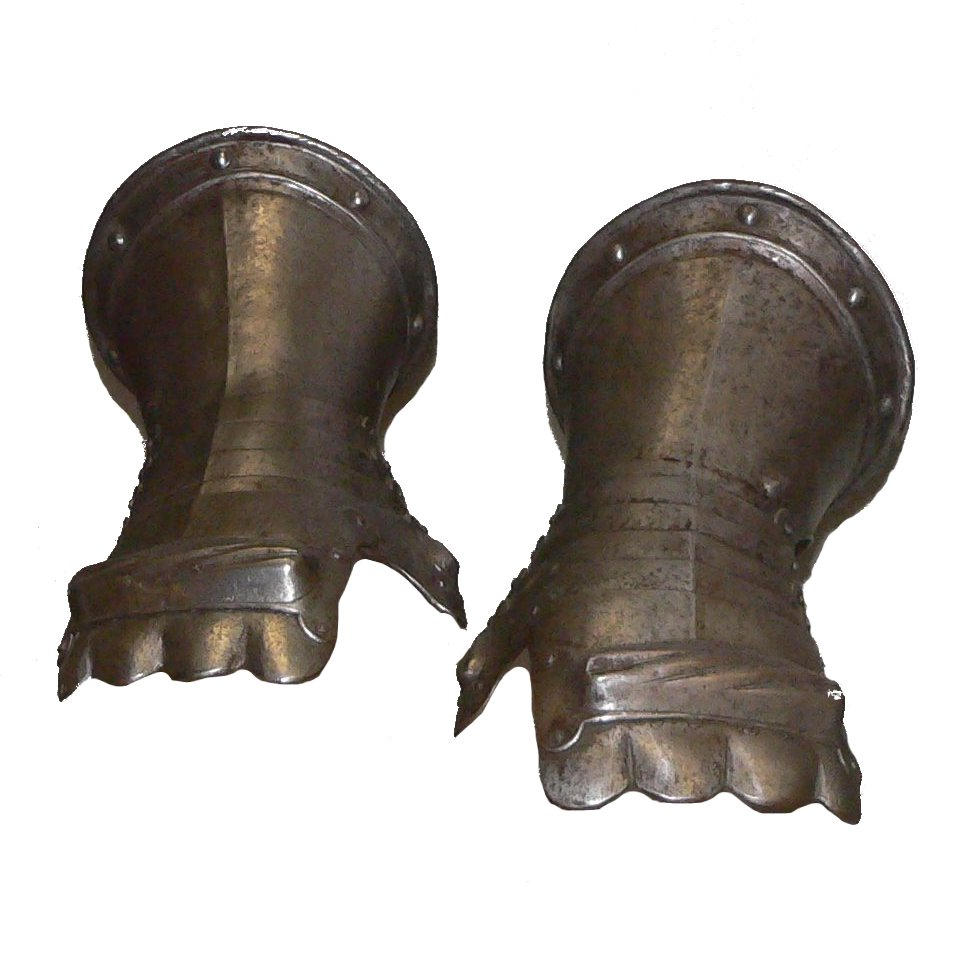
Coppia di guanti d'arme, Germania, fine del XVI secolo
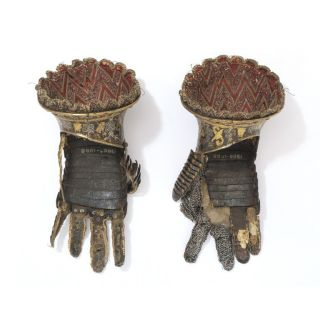
Coppia di guanti d'arme destinati ai figli di Filippo III di Spagna, ca. 1614
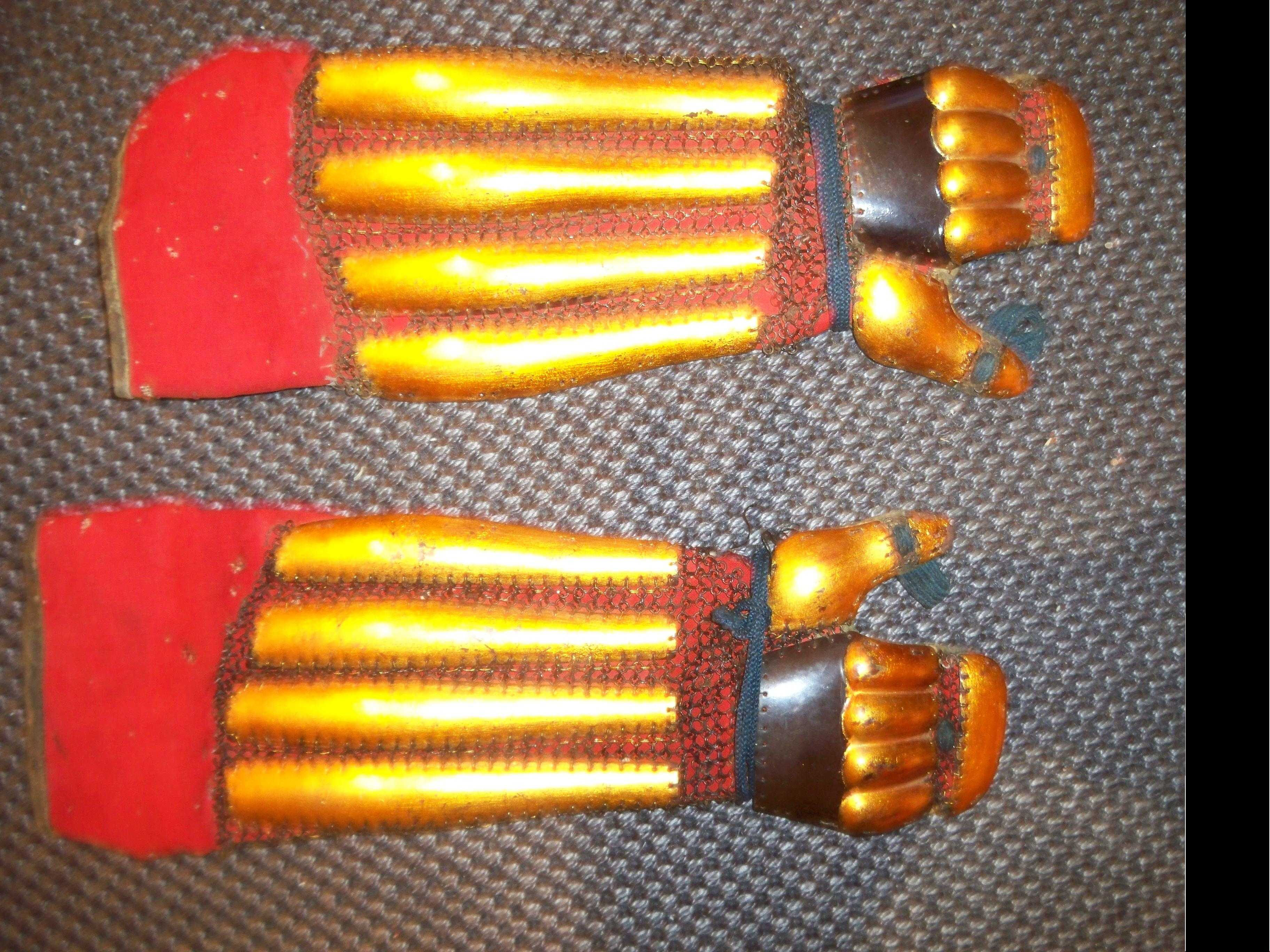
Coppia di guanti d'arme da bushi, Giappone, Periodo Edo